# Вікіпедист за посадою
Вікіпедист за посадою, також штатний вікіпедист, вікіпедист у штаті, (англ. Wikipedian in residence, або вікімедієць за посадою англ. Wikimedian in residence) — редактор Вікіпедії, вікіпедист (або вікімедієць), який працює в інституції, як правило, художній галереї, бібліотеці, архіві або музеї, або в закладі вищої освіти (наприклад, університеті), щоби створювати та покращувати статті Вікіпедії, пов'язані з місією цієї інституції, заохочувати і допомагати цій інституції публікувати матеріали під відкритими ліцензіями, а також розвивати відносини між цією інституцією і спільнотою Вікімедіа. Вікіпедист за посадою зазвичай допомагає координувати проєкти, пов'язані з посиленням партнерства з Вікіпедією художніх галерей, бібліотек, архівів або музеїв.